# Đorđe Despotović
Đorđe Despotović (en serbio:Ђорђе Деспотовић; Loznica, actual Serbia, 4 de marzo de 1992) es un futbolista serbio. Juega como delantero en el F. K. Borac Banja Luka de Bosnia y Herzegovina.

## Carrera
En febrero de 2015, Despotović estando en el estrella roja de Belgrado fue enviado a préstamo al FC Zhetysu por seis meses. En julio del 2015 otra vez fue enviado a préstamo pero esta vez al Kairat Almaty. Para febrero de 2016 Despotović firma por el F. C. Astana como jugador libre.
El 15 de febrero de 2017, Despotovic fue enviado a préstamo al FC Tobol para toda la temporada de 2017 pero fue interrumpido y siendo devuelto al F. C. Astana el 15 de junio de 2017.

## Selección nacional
Ha sido internacional con la selección de fútbol de Serbia sub-19 y sub-21, ha jugado 8 y 12 partidos internacionales respectivamente y ha hecho 3 goles en la selección de fútbol de serbia sub-19.

## Estadísticas de su carrera
| Temporada           | Club                   | División                   | Liga     | Liga  | Copa     | Copa  | Europa   | Europa | Total    | Total |
| Temporada           | Club                   | División                   | Partidos | Goles | Partidos | Goles | Partidos | Goles  | Partidos | Goles |
| ------------------- | ---------------------- | -------------------------- | -------- | ----- | -------- | ----- | -------- | ------ | -------- | ----- |
| 2011–12             | F. K. Spartak Subotica | SuperLiga Serbia           | 27       | 1     | 1        | 2     | 0        | 0      | 28       | 3     |
| 2012–13             | F. K. Spartak Subotica | SuperLiga Serbia           | 27       | 12    | 2        | 1     | 0        | 0      | 29       | 13    |
| 2013–14             | K.S.C. Lokeren         | Pro League                 | 4        | 0     | 1        | 1     | 0        | 0      | 5        | 1     |
| 2014–15             | Estrella Roja          | SuperLiga Serbia           | 10       | 1     | 2        | 1     | 0        | 0      | 12       | 2     |
| 2015–16             | Estrella Roja          | SuperLiga Serbia           | 0        | 0     | 0        | 0     | 0        | 0      | 0        | 0     |
| 2015                | FC Zhetysu             | Liga Premier de Kazajistán | 18       | 5     | 2        | 0     | 0        | 0      | 20       | 5     |
| 2015                | Kairat Almaty          | Liga Premier de Kazajistán | 9        | 8     | 1        | 0     | 6        | 1      | 16       | 9     |
| 2016                | F.C. Astana            | Liga Premier de Kazajistán | 31       | 8     | 4        | 3     | 11       | 2      | 46       | 13    |
| 2017                | F.C. Astana            | Liga Premier de Kazajistán | 4        | 0     | 0        | 0     | 2        | 0      | 4        | 0     |
| 2017                | FC Tobol               | Liga Premier de Kazajistán | 16       | 3     | 1        | 0     | 0        | 0      | 17       | 3     |
| Total de su carrera | Total de su carrera    | Total de su carrera        | 146      | 37    | 13       | 8     | 17       | 3      | 176      | 49    |